# 1810年代の航空
< 1810年代
1800年代の航空 - 1810年代の航空 - 1820年代の航空
ここでは、1810年代の航空について取り上げる。

## 1811年

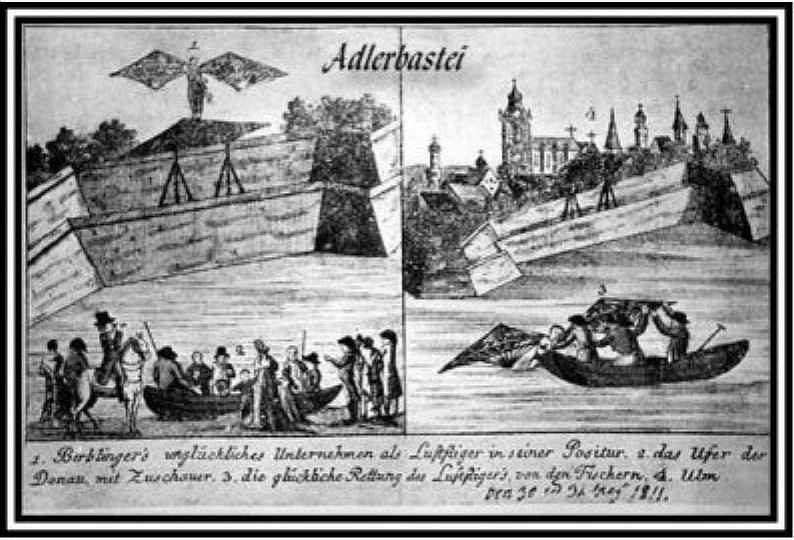
アルプレヒト・ベルブリンガーの実験を描いた版画

- 4月16日 - ドイツ人女性、ヴィルヘルミーネ・ライヒャルトが、ドイツ人女性として最初に気球で飛行した。
- 5月31日 - 「ウルムの仕立て屋」、アルプレヒト・ベルブリンガーが公開飛行を試みるが失敗する。

## 1812年
- 10月1日 - イギリスのジェームズ・セードラーがアイルランドのMullingarからアイリッシュ海の横断に挑戦したが失敗し、溺れそうになった。

## 1819年
- 1819年 - ソフィー・ブランシャールがパリのティヴォリ公園（Jardin de Tivoli）における公開飛行中、気球から打ち出した花火が気嚢の水素ガスに引火。気球は建物の屋根に墜落して彼女は死亡した。航空事故で死んだ最初の女性となった。